# Weijing (socken i Kina)
Weijing (kinesiska: 卫境, 卫境苏木) är en socken i Kina. Den ligger i den autonoma regionen Inre Mongoliet, i den norra delen av landet, omkring 210 kilometer norr om regionhuvudstaden Hohhot.
Genomsnittlig årsnederbörd är 294 millimeter. Den regnigaste månaden är juni, med i genomsnitt 63 mm nederbörd, och den torraste är januari, med 1 mm nederbörd.